# Киселёв, Прохор Никифорович
Прохор Никифорович Киселёв (10 августа 1912 — 18 июня 2004) — доктор медицинских наук, профессор, заслуженный деятель науки РСФСР. Один из основоположников отечественной радиобиологии.

## Биография
Прохор Никифорович Киселёв родился в 1912 году. С 1929 по 1933 год учился в Смоленском медицинском институте. В 1934 году стал начальником санитарной инспекции Восточно-Сибирского крайснаботдела в Иркутске. Во время Великой Отечественной войны сначала руководил отделом особо опасных инфекций, а позже противочумным отделом санитарно-эпидемиологической службы Ленинградского Фронта. С 1951 по 1962 год заведовал кафедрой микробиологии Ленинградского химико-фармацевтического института. В 1976 году ему было присвоено почётное звание Заслуженный деятель науки РСФСР.
Главным направлением научной деятельности Киселёва было исследование роли нарушений проницаемости тканей при лучевом поражении организма. Он первым заложил основы специфической профилактики бактериальных токсикозов при лучевой болезни. В 1941 году совместно с П. Н. Кашкиным выпустил учебник «Эпидемиология». Был научным руководителем более 20 кандидатских и докторских диссертаций. Среди его учеников были известные учёные, такие как К. П. Кашкин, А. Н. Шутко, В. Б. Климович, Г. Е. Аркадьева и другие.
Прохор Никифорович Киселёв умер в 2004 году. Был похоронен на Песочинском кладбище.

## Основные работы
- «Токсикология инфекционных процессов» (1971)

## Награды
- Орден Отечественной Войны II степени;
- Медаль «За оборону Ленинграда»;
- Медаль «За победу над Германией».